# Andelot-Morval
Andelot-Morval település Franciaországban, Jura megyében. Lakosainak száma 91 fő (2022. január 1.). Andelot-Morval Véria, Gigny, Montagna-le-Reconduit, Thoissia, Val Suran és Val-d’Épy községekkel határos.

## Népesség
A település népességének változása:
| Lakosok száma | 90   | 93   | 97   | 95   | 94   | 93   | 92   | 91   | 91   |
|               | 2013 | 2015 | 2016 | 2017 | 2018 | 2019 | 2020 | 2021 | 2022 |